# 北マケドニアの歴史
北マケドニアの歴史（きたマケドニアのれきし、マケドニア語:Историја на Република Македонија）では、マケドニア地方の北西部に位置する北マケドニアの歴史について述べる。

## 古代
マケドニア地域には、古くから人が居住しており、イリュリア人やトラキア人などの部族が割拠していた。紀元前4世紀から紀元前3世紀にかけて、現在のマケドニア共和国に相当するマケドニア地域北部はマケドニア王国の支配下となっていった。マケドニア王国はアレクサンドロス3世の時代に最大版図となるが、その死後、国は分裂し、紀元前2世紀には西から勢力を拡大したローマ帝国の支配下となっていった。紀元前146年、この地域は正式にローマ帝国のマケドニア属州の一部とされた。ローマ帝国が東西に分かれると、マケドニアは東ローマ帝国の一部となった。

## 中世

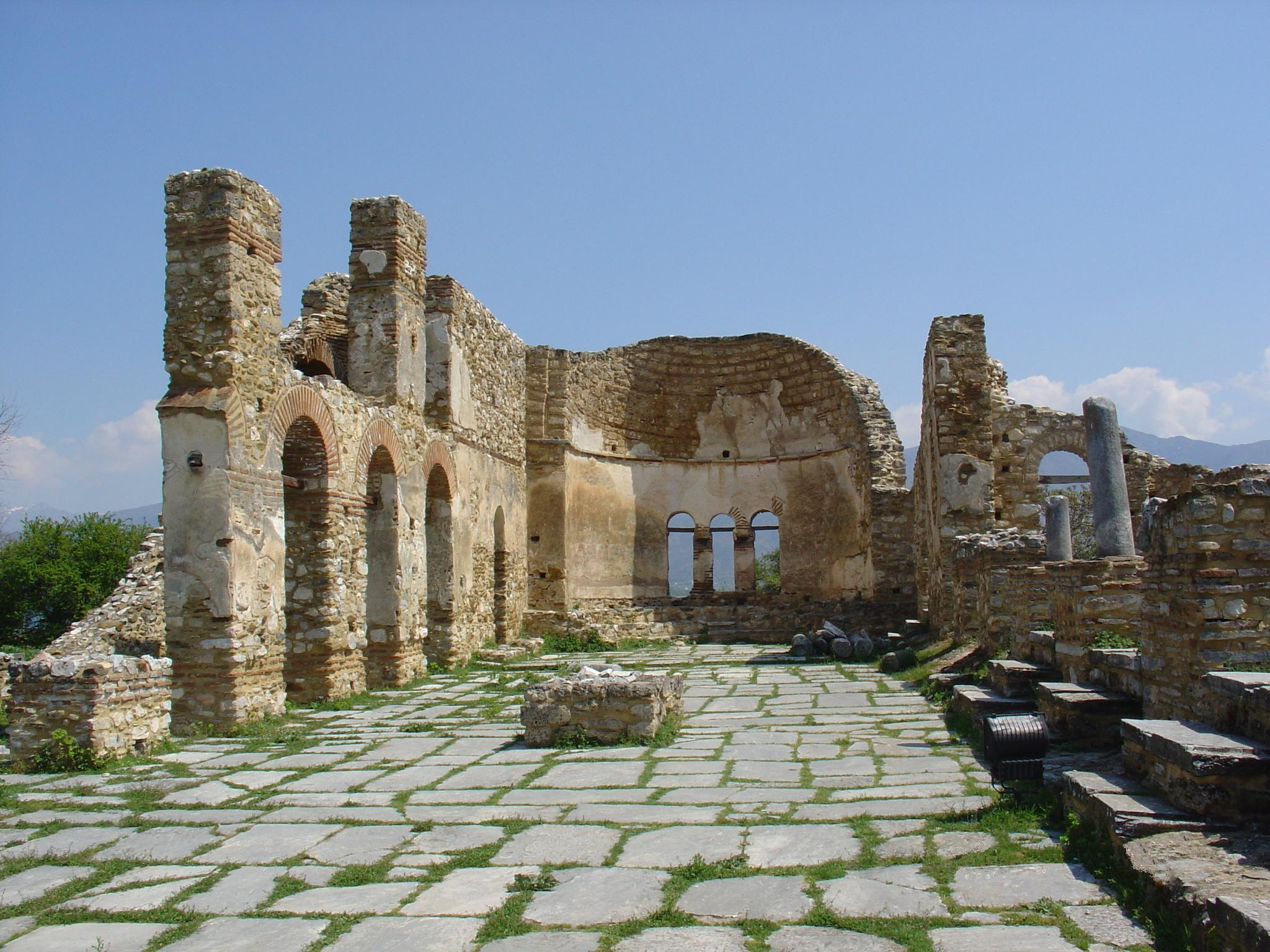
サムイルによってプレスパ湖に立てられた聖堂跡。ここにはサムイルの墓がある。

マケドニア地域には北から西ゴート族、フン族、アヴァール人そしてスラヴ人などが侵入を繰り返した。7世紀初頭には、この地域の多くはスラヴ人の居住地域となっていた。スラヴ人たちは、それぞれ異なる時期に段階的にこの地域に入ってきた。スラヴ人の居住地域は、現ギリシャ領のテッサロニキなどを含む、マケドニア地域のほぼ全域に拡大していった。680年頃、クベルに率いられたブルガール人の一派がマケドニアに流入した。

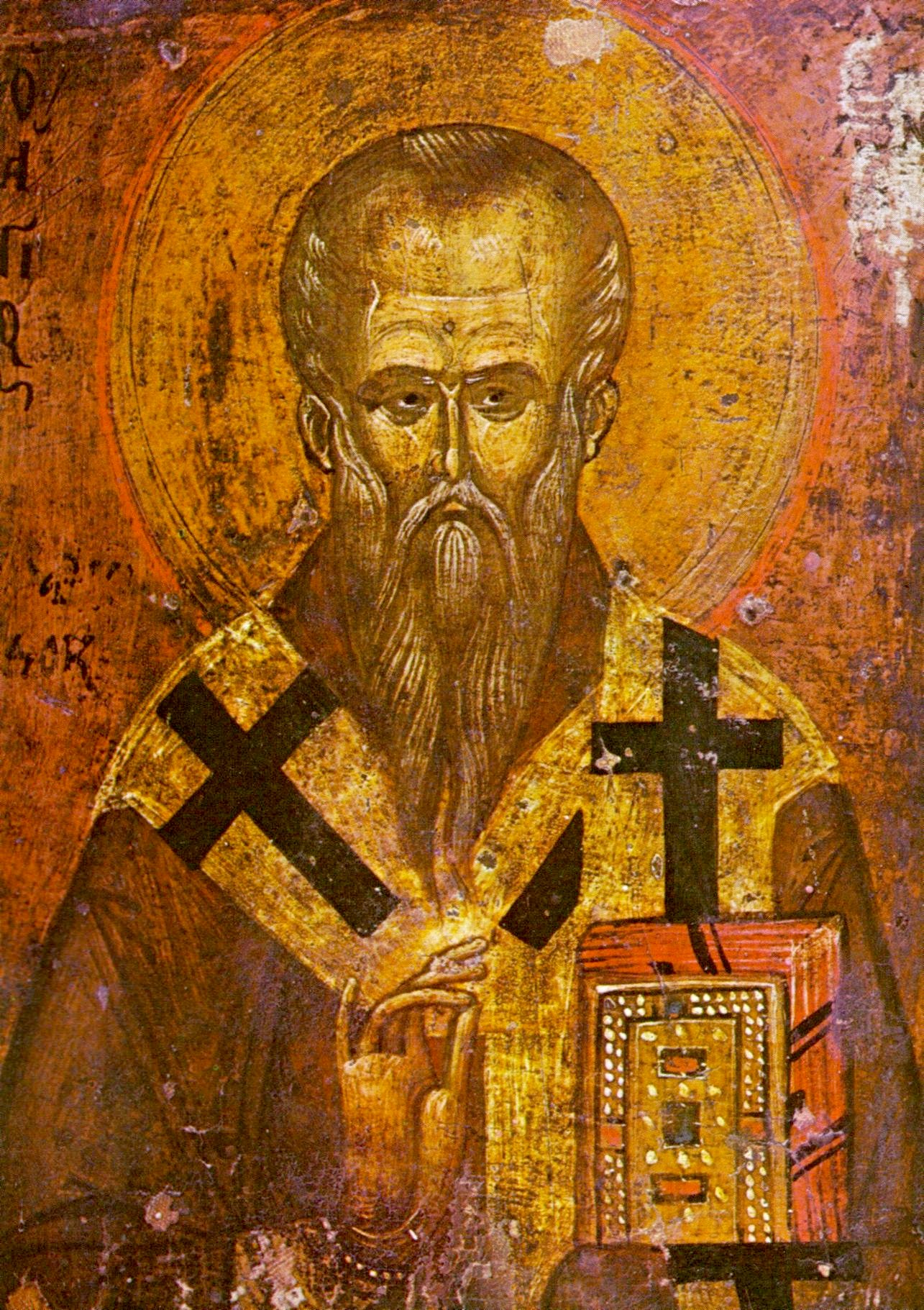
オフリド出身の聖クリメントは、キュリロス・メトディオス兄弟の弟子として、ボリス1世の支援の下、スラヴ人へのキリスト教の布教に努めた。写真はオフリドの聖クリメント聖堂（:mk:Црква „Пресвета Богородица Перивлептос“ - Охрид）に納められている聖クリメントのイコン。

9世紀後半、テッサロニキ出身のキュリロスとメトディオスの兄弟によって聖書がスラヴ語に翻訳された。9世紀に北方から侵入し東ローマ帝国と衝突しながら勢力を拡大していった第一次ブルガリア帝国は、9世紀末のシメオン1世の治世で最盛期を迎え、マケドニア地方もその版図に収められた。キュリロスとメトディオスの弟子たちにはスラヴ語の聖書を用い、ブルガリア帝国の支援の下、スラヴ人たちにキリスト教を布教していった。シメオンの死後ブルガリア帝国は次第に衰退し、マケドニア地方は再び東ローマ帝国の支配下となった。

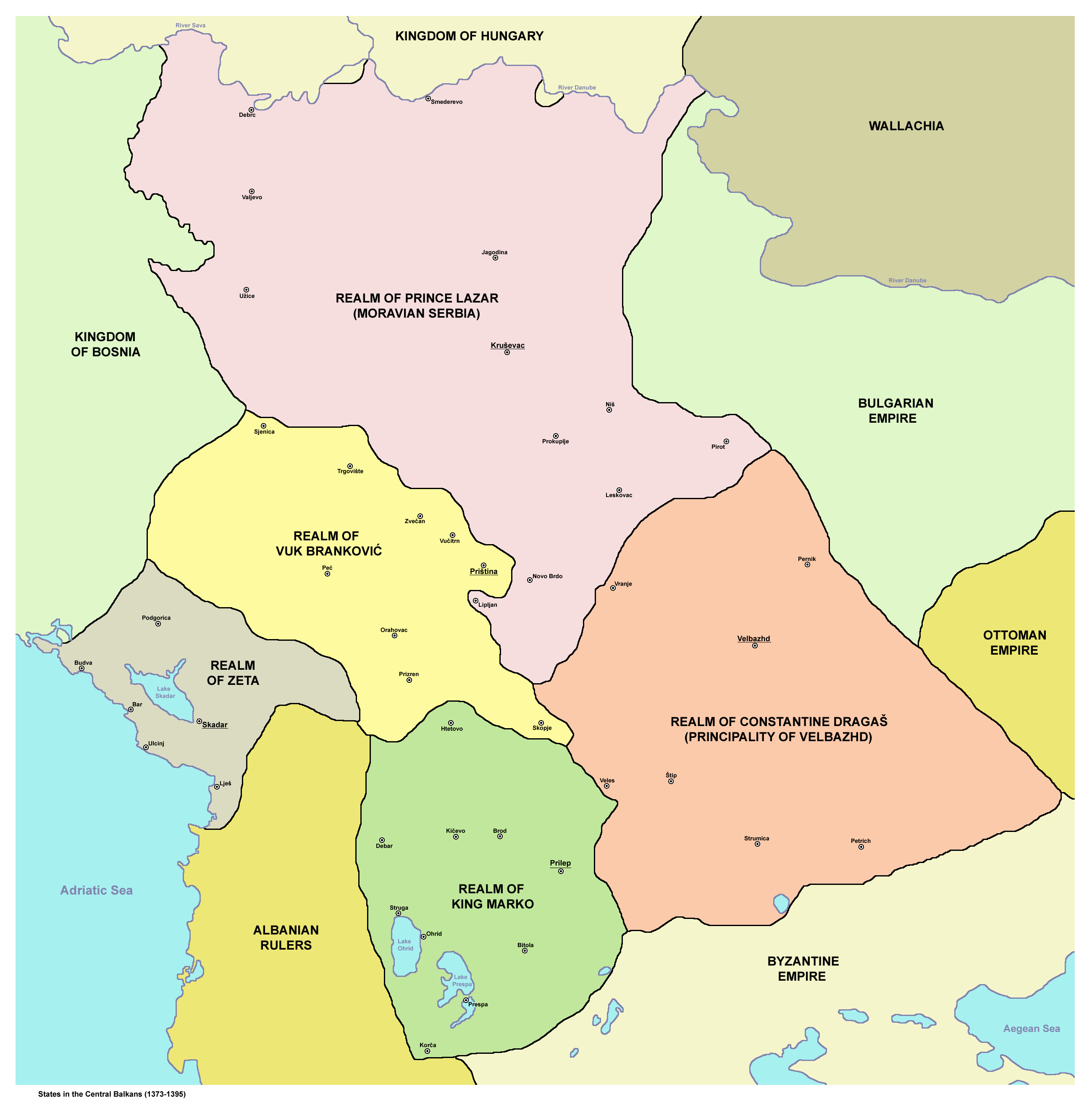
1355年のウロシュ4世の死後まもなく、セルビア人の帝国は半独立的な地方領主が割拠する状態となった。

978年、マケドニア出身のサムイルはこの地で東ローマに対する反乱を起こした。シメオンはこの地方のオフリドを首都としてブルガリア帝国を再建し、彼のもとで再度ブルガリア帝国は急速な拡大を迎えた。しかし、1014年にサムイルが死去するとブルガリア帝国はその力を失い、1018年には完全に滅亡し、再び東ローマの支配下に帰した。
その後、この地方は北で起こったセルビア人の地方国家の乱立やその他の地方領主の群雄割拠の状態を経て、12世紀末頃からは新興勢力の第二次ブルガリア帝国とセルビア王国、そしてラテン帝国やニカイア帝国といった十字軍国家の間で勢力争いが繰り広げられる。
十字軍を退けて復活した東ローマ帝国やブルガリア帝国は、十字軍勢力の侵入による荒廃や東から伸張してきたトルコ人などによって国力を落としており、その背後をぬってセルビア王国はステファン・ウロシュ3世デチャンスキの下、大幅な領土拡大に成功した。セルビア王国はマケドニア地方全域を支配下に収めた。その息子ステファン・ウロシュ4世ドゥシャンの下でセルビアは絶頂を迎え、ウロシュ4世はスコピエを首都として同地にて1345年、「セルビア人とローマ人の皇帝」として戴冠を受け皇帝に即位する。しかし、ウロシュ4世の死後はセルビアは地方領主の割拠する状態となり、1371年のマリツァ川の戦いなどを経てマケドニアはオスマン帝国の支配下となった。

## オスマン帝国統治時代

### 初期オスマン時代

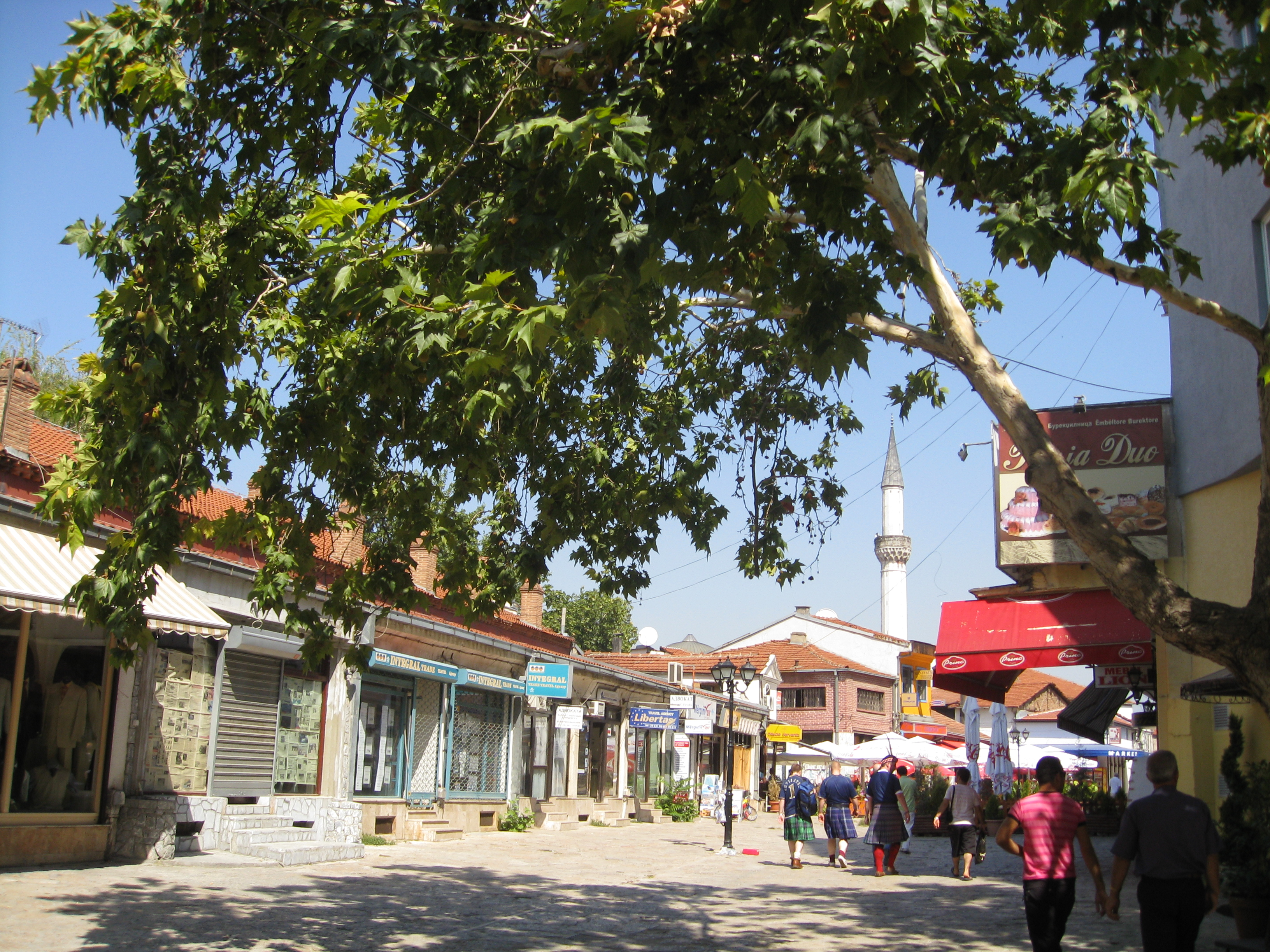
スコピエに建造されたバザール。16世紀頃発展した。オスマン帝国統治下ではトルコや中近東のようなバザールや、オスマン様式のモスク、ハンマームなどが建てられた。

オスマン帝国の統治下では、一定の不平等な扱いと引き換えに非イスラム教徒が信仰を維持することが認められていた。オスマン帝国の支配下では、強制的な改宗は一部に留まっており、マケドニアでも多くの人々が正教会の信仰を維持していた。一方で、非イスラム教徒は税制や出世などの点で不利な扱いを受けており、これらを回避するためにイスラム教に改宗する者もいた。また、オスマン帝国の宗教的寛容のために、スペインなどで苛烈な弾圧を受けていたユダヤ人がオスマン帝国領となったマケドニアに大規模の流入し、この地域のユダヤ人人口は増加した。
セルビア正教会やブルガリア正教会といった民族ごとの正教会組織はその力を失い、廃止され、コンスタンディヌーポリ総主教庁へと統合されていった。ミッレト制の下で、正教徒は一括して総主教庁により管理され、マケドニアのスラヴ人の間では独自の「マケドニア人」民族意識はまだ生まれていなかった。一方、アルバニア人の間では、より多くの人々がイスラム教を受容した。
長いオスマン帝国の支配下で多様な民族の混在化が進み、マケドニア地域にはスラヴ人、アルーマニア人、トルコ人、アルバニア人、ギリシャ人、ロマ、ユダヤ人などが居住していた。この地域のスラヴ人の話す言語はブルガリア語に近く、マケドニア地方のスラヴ人はブルガリア人と見なされていた。

### 民族復興時代

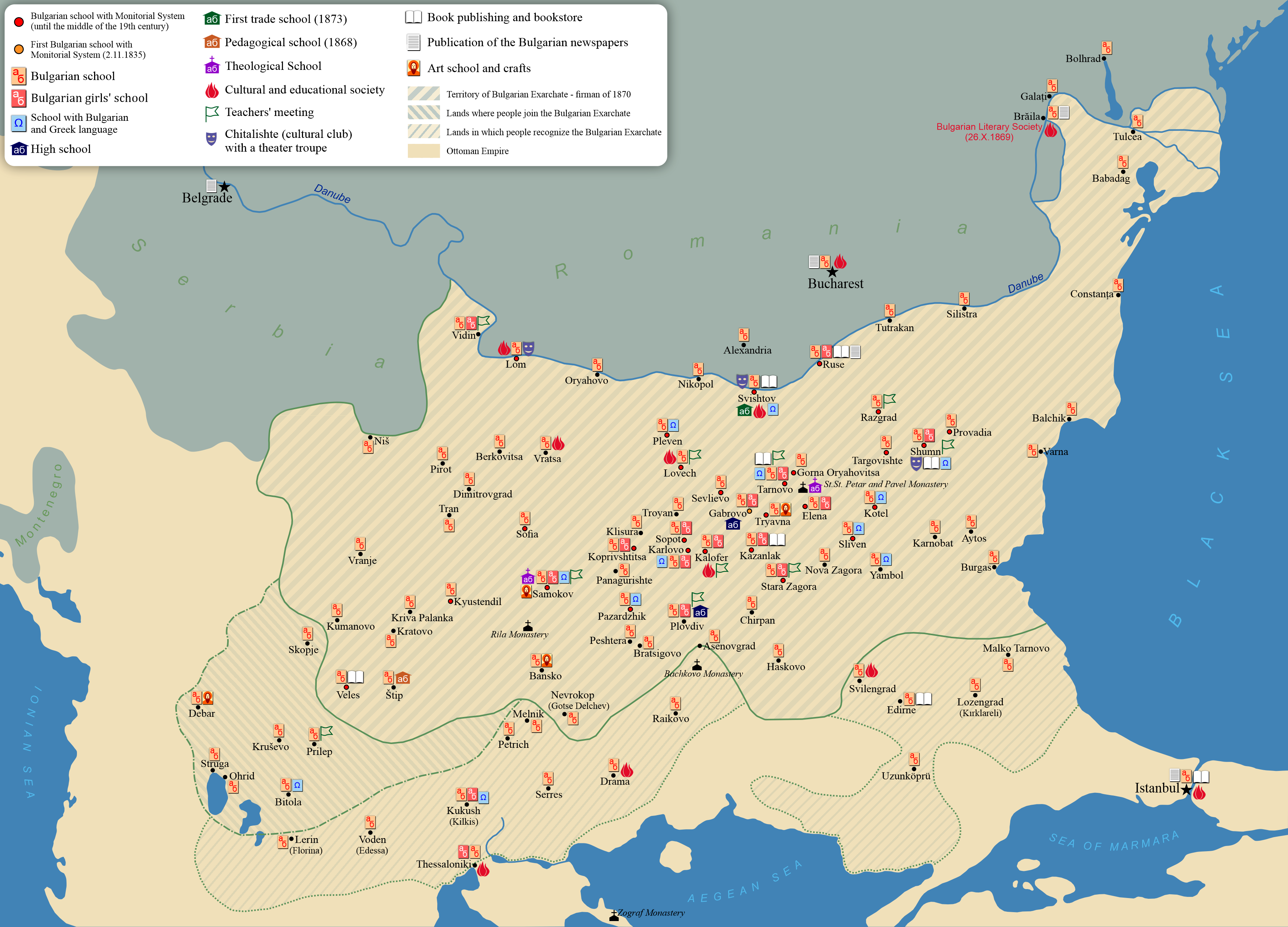
ブルガリア民族復興運動は、マケドニア地域でも展開された。

18世紀から19世紀に入ると、バルカンの諸民族の間では、独自の民族文化の復興に関心が持たれるようになった。ブルガリア人の間では、聖職者らを中心に中世のブルガリア帝国の輝かしい歴史が掘り返され、教会や文化の脱ギリシャ化が進められるブルガリア民族復興運動が起こった。ブルガリア人の聖職者らはギリシャ人との激しい闘争の末、1850年にブルガリア正教会を復活させた。今日のマケドニア共和国が占める地域の大部分は、総主教庁から再びブルガリア正教会の管掌の下に置かれた。ブルガリア人の聖職者や知識人が主導した民族復興運動はマケドニア地域でも展開され、教会のブルガリア語化や、ブルガリア語による世俗教育の学校、複合文化施設チタリシテの設置などが進められた。
列強諸国の支援を受けてセルビア王国やギリシャ王国がオスマン帝国から独立を果たすと、この地域の非トルコ人、特に正教徒の間ではオスマン帝国からの分離の動きが加速した。

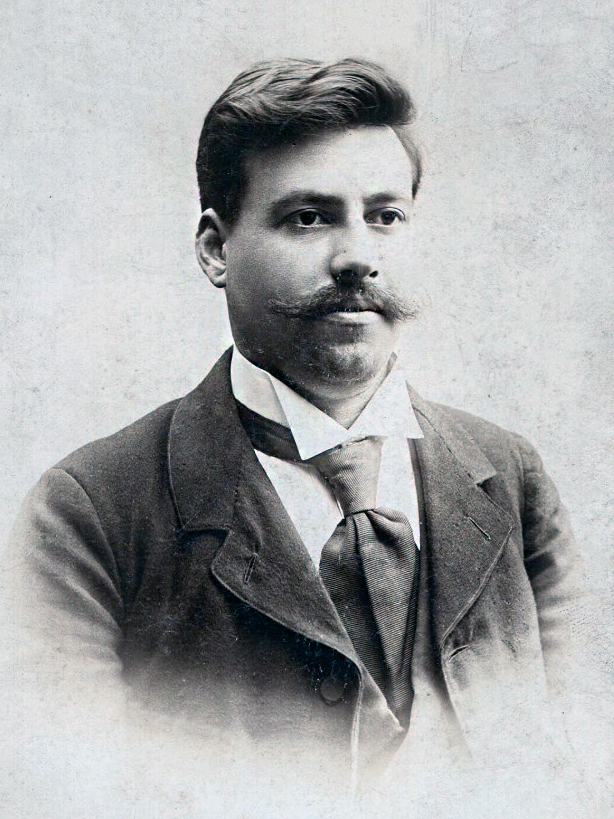
内部マケドニア革命組織の指導者の一人・ゴツェ・デルチェフ。組織の指導者の一人としてイリンデン蜂起の準備を進めるが、蜂起の決行を前に控えて殺害され、短い生涯を閉じた。

1878年、露土戦争の後ロシア帝国とオスマン帝国の間でサン・ステファノ条約が結ばれると、新しく成立したブルガリア公国は、マケドニア地方全域を領土として獲得するとされた。しかし、一度はマケドニア全域がブルガリア公国の領土とされたものの、ブルガリアの独立を支援したロシア帝国の影響力拡大を恐れた列強諸国によってブルガリアの領土は3分割され、マケドニア地方はオスマン帝国領に復した。マケドニアで最大の人口を持っていたスラヴ人の間では、マケドニアの分離とブルガリアへの併合を求める動きが強まり、内部マケドニア・アドリアノープル革命組織などの反オスマンの組織が形成された。この頃、マケドニア地域のスラヴ人の多くはブルガリア人を自認していたが、一部ではブルガリア人とは異なる独自のマケドニア人の民族自認も芽生え始めていた。

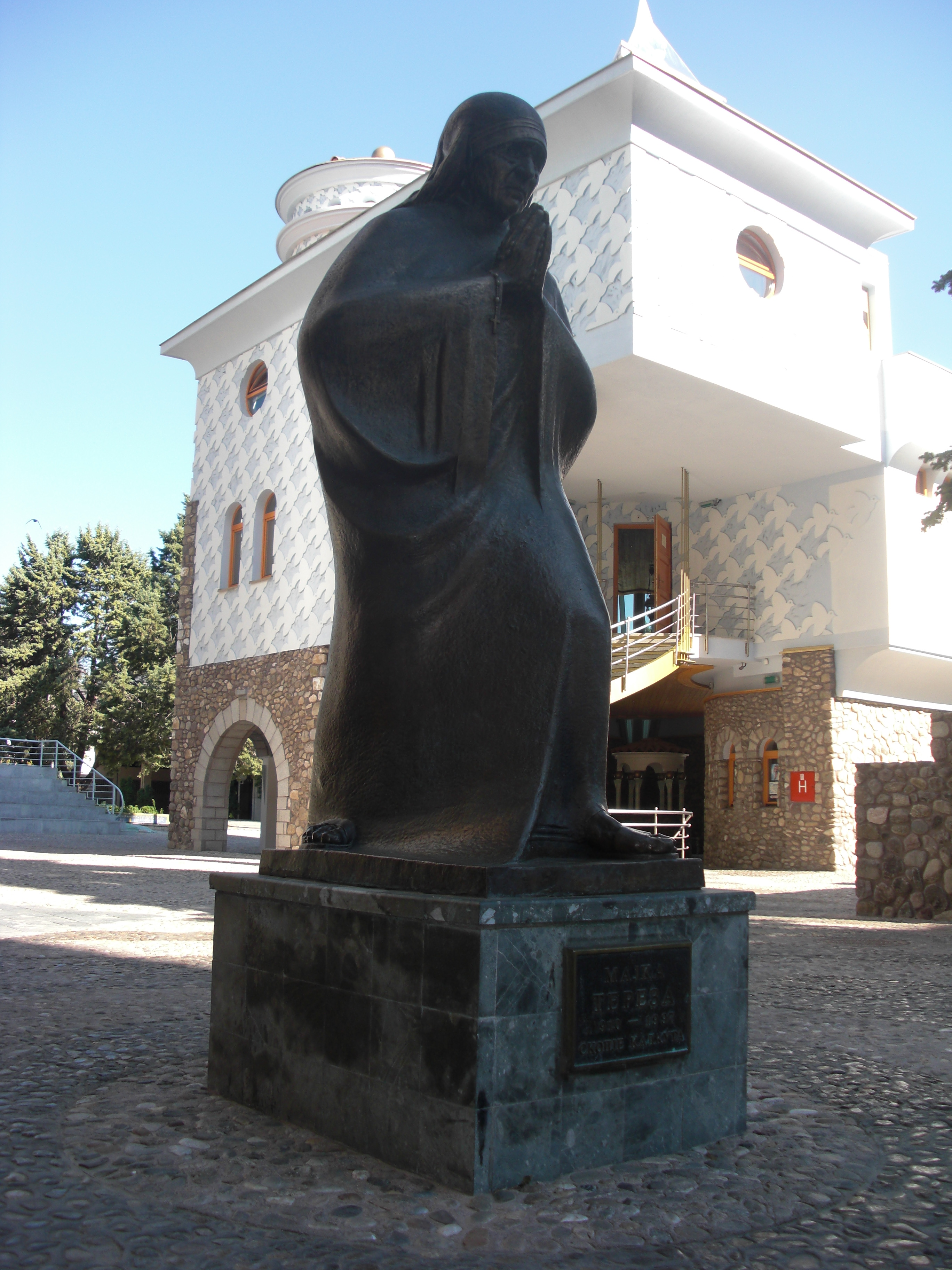
出身地スコピエに建つマザー・テレサの像。人道的活動の功績が評価され、後にノーベル平和賞を受賞する。

マケドニアを自国領へと組み込むことを狙っていたギリシャ、セルビア、ブルガリアからは複数の組織がマケドニア地方に浸透していった。これらの外来の勢力と、地元のスラヴ人、そしてアルバニア人地域の一体性を求めるアルバニア人は、武装して互いを攻撃し合い、またオスマン帝国の官憲を攻撃した。それによって、マケドニア地域は不安定な混迷の地となっていった。
1903年8月、内部マケドニア革命組織はゴツェ・デルチェフらの指導の下で準備を進めていたイリンデン蜂起を起こした（この年のグレゴリオ暦の8月2日はユリウス暦では7月20日の聖エリヤの日であり、イリンデンとは聖エリヤの日を意味する）。イリンデン蜂起は失敗に終わったものの、その後もこの地域のスラヴ人による反オスマン帝国の闘争は続いた。
また、この頃になると、ムスリム人口が多く、オスマン帝国との親和性の高かったアルバニア人の間でも、プリズレン連盟を中心として帝国からの自立の動きが強まっていった。1886年、コルチャにて初のアルバニア語で教育を行う公立の学校が設置された。次第に一般人の間にもアルバニア人としての民族意識が浸透していった。アルバニア人たちは、ブルガリアやセルビア、ギリシャなどの新しい国々がアルバニア人の土地を分割支配することを危惧し、アルバニア人の住む地域の統一と一体性の確保を求めていた。1908年、アルバニア人の知識人らはマケドニアのビトラにて、ラテン文字によるアルバニア語の正書法を制定した。

### バルカン戦争

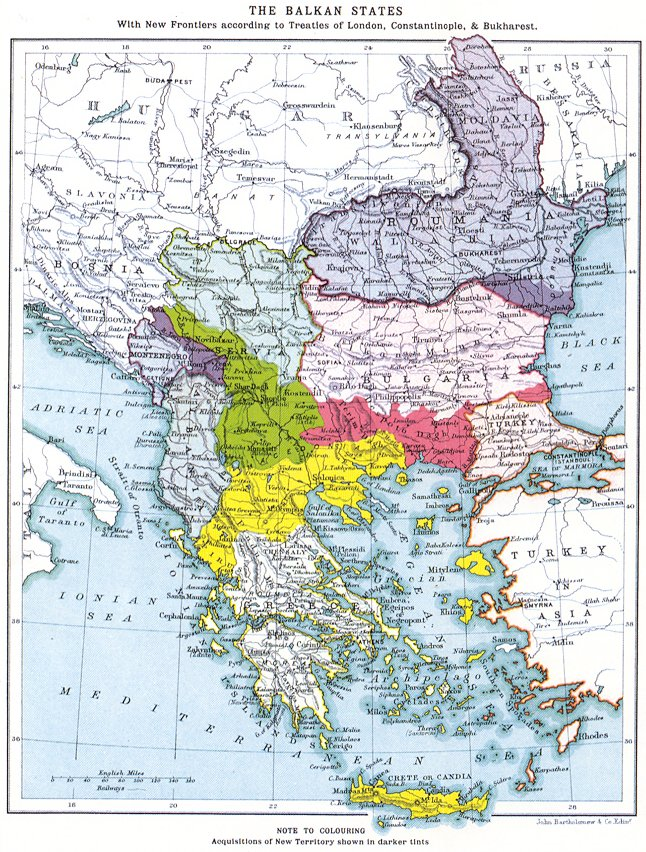
マケドニア分割。色が濃く塗られているのが、オスマン帝国が放棄した領土。このうち北西側の緑色の部分は北に隣接するセルビアの領土となった。

1912年、ギリシャ、セルビア、モンテネグロ、ブルガリアの4国は同盟を結び、オスマン帝国との間で第一次バルカン戦争が引き起こされた。このとき、内部マケドニア革命組織はブルガリア軍の側についてオスマン帝国と戦った。第一次バルカン戦争によって、オスマン帝国はマケドニア地域を含む、バルカン半島の領土のほとんどを手放すこととなった。講和会議によってロンドン条約が結ばれ、アルバニア公国の独立が認められたものの、マケドニア地域の分割については結論が得られなかった。
ブルガリアはマケドニア地方全域を自国領とすることを求めたが、マケドニアの分割支配を求めたセルビア、ギリシャの間で対立が起こり、翌1913年の第二次バルカン戦争へと発展した。セルビアとギリシャは協力してブルガリアに対抗し、またブルガリアは背後からオスマン帝国とルーマニアからも攻撃を受けた。ブルガリアは敗北に追い込まれ、ブカレスト条約によってマケドニア地域の分割が決められた。それによると、マケドニア地域の南部5割はギリシャ、西北部4割はセルビア（のちユーゴスラビア王国）が確保し、ブルガリアは1割を確保するに留まった。マケドニアの自治やブルガリアへの併合を求めた多くのスラヴ人や、アルバニア人地域の統一を求めたアルバニア人たちの願いは無視され、その大半はギリシャとセルビアによって分割されることとなった。この時にセルビアとなった地域が、のちのマケドニア共和国の領土である。

## セルビアおよびユーゴスラビア統治時代

1800年からのバルカン半島の変遷。この2世紀の間、バルカンでは激しく国境が変動してきた。

### 第一次世界大戦
ギリシャ領、セルビア領のマケドニアでは、ブルガリアの支援を受けた抵抗運動が活発に起こった。内部マケドニア革命組織はブルガリアを拠点としてマケドニア地方に浸透してギリシャやセルビアへの攻勢を続けた。第一次世界大戦では、セルビアはオーストリアと戦争になった。ブルガリアはこれを機にセルビア領マケドニアを確保することを狙い、オーストリアやドイツとともに中央同盟側についた。内部マケドニア革命組織はブルガリア軍と協力してセルビアと戦い、一時はセルビア領マケドニアを蹂躙しセルビア軍を締め出す等の成果も上げたが、やがて反抗にあって戦線は膠着化した。1918年、中央同盟側の諸国の敗戦が濃厚となる中、セルビアと同盟者のフランスによってマケドニア地方は再制圧され、セルビアによる統治が回復された。
ブルガリアは敗北してマケドニア併合の夢は潰えた。ブルガリアと連合国との講和条約としてヌイイ条約が結ばれ、その中でブルガリアは、新たにセルビアやギリシャへの領土を割譲することが決められた。このときセルビアに割譲された領土の中には、マケドニア地方のストルミツァ周辺も含まれていた。これによって、ストルミツァ地域はこれ以降、セルビア領マケドニアの一部に付け加えられることとなった。
また、ギリシャ領マケドニアのスラヴ人は住民交換の対象となった。このとき、全てのスラヴ人の母国はブルガリアとされ、自身をギリシャ人と宣誓した者以外は全てブルガリアへと追放された。他方、ユーゴスラビアとなったセルビア領マケドニアのスラヴ人はセルビア人と見なされ、特に住民交換は行われなかった。

### 戦間期

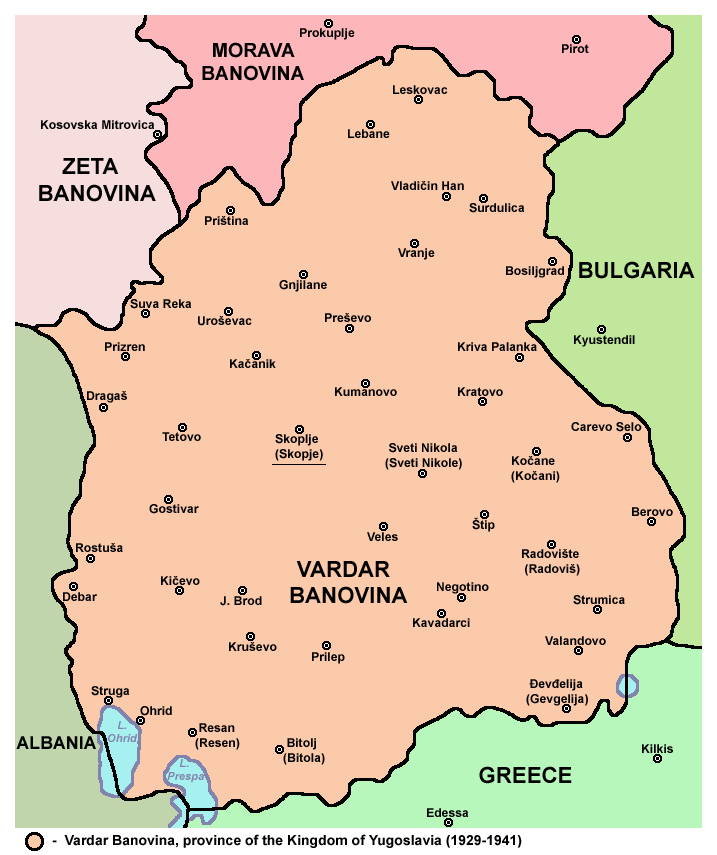
ユーゴスラビア王国内のヴァンダル州

第一次世界大戦が終わると、セルビアはセルビア人・クロアチア人・スロヴェニア人王国へと改組され、後に「ユーゴスラビア王国」となるが、セルビア領マケドニアではその後も内部マケドニア革命組織による抵抗運動が続いた。ブルガリアの政府はセルビアとの緊張緩和を模索したが、内部マケドニア革命組織はブルガリア領マケドニアを拠点として半独立的な権力を築き、セルビアとの融和を模索したブルガリア首相アレクサンドル・スタンボリスキを暗殺、セルビアの官憲に対するゲリラ攻撃を続けた。1929年、アレクサンダル1世によって王国の名前が「ユーゴスラビア王国」に改められた時、地方区分も再編され、セルビア領マケドニア地域はヴァルダル州の一部とされた。
この頃の内部マケドニア革命組織は、コミンテルンへの接触を図り、ブルガリアから独立した統一マケドニアと「バルカン共産主義連邦」構想を支持する左派と、ブルガリア民族主義の立場に立ちファシズムへの傾倒を強める右派に分裂していた。左派は内部マケドニア革命組織（連合派）を称し、後にユーゴスラビア共産党に合流した。右派の内部マケドニア革命組織の指導者イヴァン・ミハイロフは、クロアチアの極右民族主義勢力ウスタシャや、イタリアのファシストとの連携を強めていった。1934年、内部マケドニア革命組織は、ウスタシャ等との協力の下、ユーゴスラビア王アレクサンダル1世を暗殺した。

### 第二次世界大戦

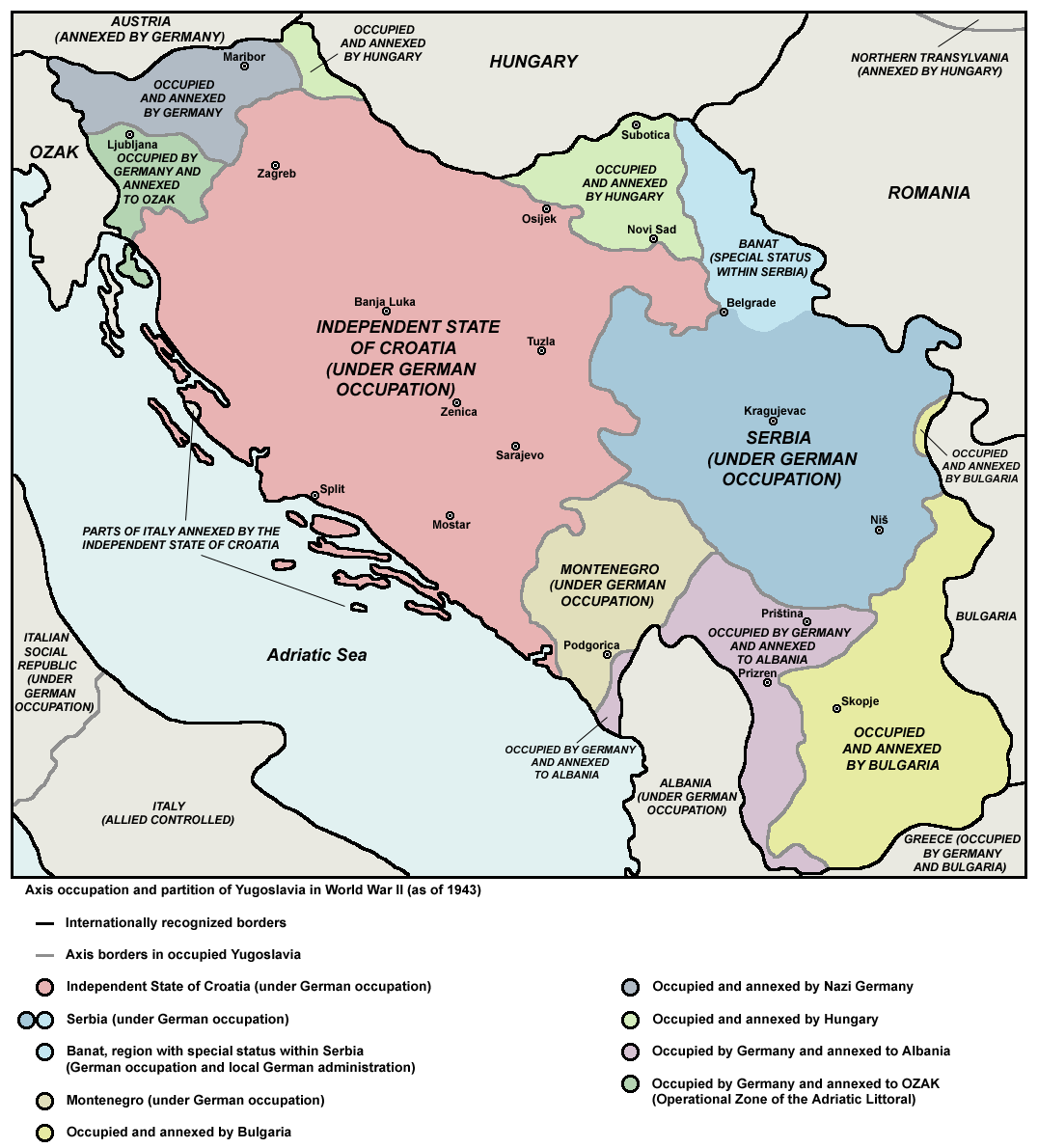
枢軸国によるユーゴスラビア分割。ユーゴスラビア領マケドニアの大部分はブルガリアの統治下となる一方、アルバニア人の多く住む北西部はアルバニアを保護下におくイタリアの支配下となった。

第二次世界大戦が起こると、ナチス・ドイツを中心とする枢軸国はユーゴスラビアに侵攻した。ブルガリアはマケドニア併合を求め、再びドイツと同盟を結び、枢軸国の一員となっていた。また、これに先立つ1939年からアルバニアはイタリアの保護領となっていた。また、ハンガリーやルーマニアも枢軸国の一員であり、この時点でユーゴスラビアを取り巻く国々のほとんどが枢軸国となっていた。枢軸軍は各方面からユーゴスラビアに攻勢をかける中、マケドニアではブルガリアからドイツおよびブルガリア軍が、またアルバニアからイタリアとアルバニアの軍が侵入した。マケドニアのブルガリアへの統合を歓迎する内部マケドニア革命組織の右派は、このブルガリアと協力してこの戦闘に参加した。
ユーゴスラビア領マケドニアの4分の3ほどはブルガリアに与えられ、アルバニア人の多い北西部はイタリアが支配するアルバニアの統治下に置かれた。右派の内部マケドニア革命組織は、ブルガリアによる占領統治に協力する。また、左派の間でもブルガリアを侵略者と見なすことに反対する者が現れた。これによってブルガリアは、ベルリン会議以来の念願であったマケドニア併合を実現する。

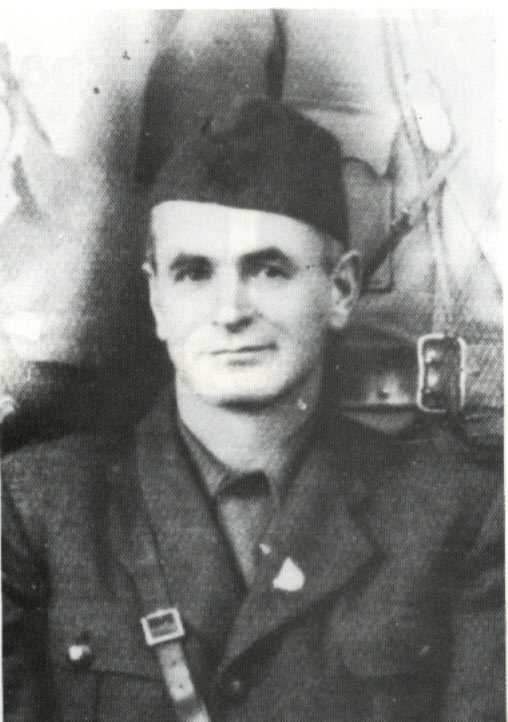
ASNOM議長となったメトディヤ・アンドノフ＝チェント

やがて、クロアチア人のヨシップ・ブロズ・ティトー率いる共産主義者のパルチザンによる枢軸国に対する抵抗運動が強まると、ブルガリアから独立した統一マケドニアの実現を志向した左派の勢力は、パルチザンと協力して枢軸国に抵抗した。1944年、枢軸国に対する統一的な抵抗を指導する機関としてマケドニア人民解放反ファシスト会議（ASNOM）が組織され、プロホル・プチニスキで第1回の会合が開かれた。会合が行われたのは、かつてのイリンデン蜂起と同じ8月2日であり、この日は後にマケドニアの歴史の上での重要な記念日「第2のイリンデンの日」となった。会合では、大戦後はユーゴスラビアを連邦国家として再興すること、そしてマケドニアは連邦の枠内で独自の国家を持つことが定められた。また、それまでセルビア人と見なされてきたマケドニア地域のスラヴ人を公式に「マケドニア人」と規定し、その母語は「マケドニア語」であるとした。会合には、左派の内部マケドニア革命組織（連合派）出身者も参加している。ASNOMは終戦までの間のマケドニアの人民を代表する、臨時政府の最高機関とされた。ASNOMの議長には、プリレプ出身のメトディヤ・アンドノフ＝チェントが就任した。
イタリアは1943年に、ブルガリアも1944年に降伏すると、この地域はドイツ軍の占領下に置かれた。しかし、イヴァン・ミハイロフ率いる右派の内部マケドニア革命組織は更なる流血の混乱を避けるため、ドイツ軍との協力を拒んだ。ミハイロフはその後イタリアに逃れる。1944年の後半までに、ユーゴスラビア領マケドニア地域の大半はパルチザンによって解放されていった。

### 社会主義時代

ユーゴスラビア連邦の構成国として成立したマケドニア社会主義共和国。

ユーゴスラビア連邦の下では、ブルガリア人とは異なるマケドニア人意識が涵養され、またスコピエ方言を基礎としたマケドニア語の正書法も確立された。
ティトーのパルチザンによってユーゴスラビア全域が制圧されると、社会主義体制をとる連邦国家としてユーゴスラビアは再出発することとなった。マケドニア人民解放反ファシスト会議（ASNOM）の決定に従い、ユーゴスラビア領マケドニアはマケドニア人民共和国となった。ASNOMの議長であったメトディヤ・アンドノフ＝チェントは、マケドニア人民共和国の最初の大統領となったが、チェントらはマケドニアにより大きな権限を求め、連邦からの離脱を企図したとして粛清された。このほかにも、かつて内部マケドニア革命組織に属していた者や、連邦の分権化、マケドニアの独立を望んだとされた者は粛清の対象となり、逮捕され、投獄されたり処刑されたりした。よりティトーに忠実な者がマケドニアの政治の中核を担うようになった。
ユーゴスラビアはギリシャ共産党を支援してギリシャ内戦に介入し、ユーゴスラビア領マケドニアは彼らの拠点となった。ソビエト連邦のヨシフ・スターリンは、ギリシャが資本主義陣営となることに同意し、ギリシャ内戦への介入を避けたが、ソ連の傀儡となることを嫌い、バルカン半島全域を共産主義の連邦国家とすることを目指していたティトーは、スターリンとの対立を深めていった。1949年にティトーとスターリンは完全に決別し、ユーゴスラビアがコミンフォルムから追放されるに至り、ギリシャ内戦への介入を続けることは困難となった。ユーゴスラビアはギリシャ共産党への支援を中止し、ギリシャの共産化は不可能となった。また、ブルガリアやアルバニアはスターリンに忠実な立場を維持したため、ユーゴスラビアがギリシャ、ブルガリア、アルバニアとともにバルカン共産主義連邦を築くことができなくなった。これによって、分断されたマケドニア地域が再統合される望みは絶たれた。
ユーゴスラビアはその後、ソ連を批判して独自の体制構築に向かう。ユーゴスラビアは西側諸国との関係改善を進め、地方分権化と経済の自主管理化を進めた。ユーゴスラビアはブルガリア等のワルシャワ条約機構諸国との関係が断絶する一方、1953年にはギリシャ、トルコと親善および安全保障条約を結んだ。ユーゴスラビアは1963年と1974年に憲法改正を行い、そのたびに構成共和国の権限が強化され分権化が進められた。マケドニアは1963年よりマケドニア社会主義共和国と国名を改めた。マケドニアは独自の憲法、議会、政府、内務省を持ち、また連邦の軍隊であるユーゴスラビア連邦軍とは異なる独自の領土防衛軍も認められた。共和国は連邦政府と対等とされ、内政に関するほとんどの権限を手にするようになった。
1963年にはスコピエで大震災が発生し、死者1,100人を出した。
ユーゴスラビアの分権化・自主管理化が進められるにつれ、それぞれの地域は特色を生かした独自の政治・経済運営の幅が広がっていった。地理的に西側諸国に近く、観光資源にも恵まれるクロアチアやスロベニアは、製造業や観光業を通じて西側との経済的結びつきを深め、またそれによって得られた富が連邦を通じて低開発地域のために使われることに反発を持ち、連邦に対する離反的な傾向を強めていった。一方、マケドニアはユーゴスラビア連邦の下で初めて独自の言語・民族性を認められた経緯や、低開発地域として連邦からの開発援助を受け取る立場にあったこともあり、連邦に対する遠心力は比較的小さかった。
1980年にティトーが死去し、さらに経済不振に陥るようになると、ユーゴスラビア内の先進地域では連邦に対する離反傾向は一層強まっていった。またセルビアでも、分権化が進められた結果、歴史的経緯や人口比率と比べてセルビアの地位が不当に低く扱われていると感じ、連邦制度に不満を募らせていた。セルビア大統領スロボダン・ミロシェヴィッチはこうした不満を利用して権力拡大を図り、セルビア民族主義への傾倒を強めていった。

## 1990年代以降

### 連邦の解体と無血独立
1990年、連邦からの離反を最も強硬に進めたスロベニアの共産主義者は、ユーゴスラビア共産主義者同盟を離脱し、独自の左翼政党となった。これによってユーゴスラビア共産主義者同盟は解体されていった。セルビア、クロアチアでも民族主義が伸張する中、冷戦終結の影響を受けて、ユーゴスラビアでは戦後初めての複数政党制による民主選挙が行われた。マケドニア同様にユーゴスラビアの構成国であったスロベニア、クロアチアでは独立を志向する勢力が圧倒的勝利を収めた。ボスニア・ヘルツェゴビナでも民族主義勢力が圧倒的勝利を収めた。マケドニアでは、民族主義政党として蘇った内部マケドニア革命組織・マケドニア国家統一民主党（VMRO-DPMNE）が小差で共産系勢力に勝利したものの、多数派を形成するには至らなかった。マケドニア議会では、キロ・グリゴロフを超党派の大統領として選出することで各党派が合意した。グリゴロフはティトーとともにユーゴスラビア人民解放戦争を戦ったパルチザンの闘士であり、その後のマケドニアや連邦全体でも大きな影響力を保持してきた古参の政治家である。
連邦を構成する各国が次々憲法を改め、社会主義体制の正式な放棄を進めている中、1991年にはマケドニアでも憲法改正が行われ、正式に共産主義体制を放棄、国名からは「社会主義」の語を外し、マケドニア共和国と改称された。マケドニア大統領キロ・グリゴロフは、連邦が解体の危機に直面している中、完全な独立を求めるクロアチア、スロベニアと、反官憲革命によって連邦の乗っ取りを図り連邦維持を主張していたセルビアなどの間に立ち、危機回避のための仲介努力を続けた。
しかしスロベニアやクロアチアはもはや連邦に留まる意思はなく、1991年6月に独立を宣言した。これを受けてマケドニアでも独立の準備が進められ、1991年9月8日、大統領キロ・グリゴロフの下、マケドニアは独立を宣言した。独立国となったマケドニアは、古代マケドニア王朝のシンボルであるヴェルギナの星（ヴェルギナの太陽ともいう）を描いた国旗を制定した。
スロベニアでは十日間戦争、クロアチアではクロアチア紛争という独立戦争が発生し、またボスニア・ヘルツェゴビナでも民族毎の組織化、武装化が進められていた中、グリゴロフは独立宣言を形式的なものに留め、連邦側の要求には諾々と従い、武力衝突の回避を最優先とした。グリゴロフは、ユーゴスラビア人民軍が保有する兵器をマケドニア側に分け与えず、全てセルビア側が持ち去ることを認めるのと引き換えにユーゴスラビア人民軍の撤退を認めさせ、1992年3月にはユーゴスラビア人民軍の撤退も実現された。
マケドニアと国境を接するセルビア領のコソボ自治州ではアルバニア人の権利を奪うセルビアの政策に対し、アルバニア人の多くは依然非暴力の抵抗を続けていた。マケドニアにも人口の2割を超えるアルバニア人が住んでおり、散発的なデモや衝突は起きていたものの、この時点ではまだコソボ、マケドニアのいずれでもアルバニア人問題は武力衝突化の兆しは見られなかった。しかし1992年11月、マケドニア大統領キロ・グリゴロフは紛争予防のために国際連合平和維持活動（PKO）をマケドニアとセルビア（コソボ）との国境地帯に派遣するよう求めた。国連PKOは通常、紛争地帯に派遣されるものであり、紛争が起きていない場所に予防的に配置されることは前例のないことであったが、この求めに従って12月、国際連合保護軍（UNPROFOR）がセルビアとの国境地帯に予防的に展開されることとなった。このことは後に、予防外交の成功した先行例となった。
スロベニア、クロアチアが武力衝突を経て独立し、ボスニア・ヘルツェゴビナではボスニア・ヘルツェゴビナ内戦という長期にわたる悲惨な内戦が繰り広げられた中、マケドニアはこのとき、唯一ユーゴスラビアから流血なしで独立を達成した国家となった。旧ユーゴスラビア地域の各地で紛争が続く中にあって、マケドニアは「平和のオアシス」と賞賛された。

### 国名問題と国家承認

1991年-1995年の国旗

マケドニア共和国が独立した時、連邦からの平穏な脱退、アルバニア人問題と並んで直面したもう一つの大きな政治問題に、共和国の国名や民族自認、諸外国からの国家承認に関するものがあった。国名を「マケドニア」とし、憲法によるその主要民族を「マケドニア人」、言語を「マケドニア語」としたことに関して、南に隣接するギリシャからの反発を受けた。
ギリシャにとって、その国名はギリシャ領マケドニアに対する領土的野心を疑わせるものであった。また新しいマケドニア共和国の憲法では、外国に対する内政干渉を否定する一方で、ヌイイ条約による住民交換を免れるために自らをギリシャ人と宣誓したギリシャ領のスラヴ人を念頭に置いたものと思われる、「周辺諸国に住むマケドニア人」への言及があった。さらに、ギリシャ系の文化を持つ古代マケドニア王国との直接の歴史的繋がりを持たないマケドニア共和国がヴェルギナの星を描いた国旗や「マケドニア」の呼称を使用することによって、ギリシャの歴史が隣国に奪われる感情を抱かせた。
ギリシャは、マケドニア共和国の呼称を、自国の領土や民族性、歴史に対する脅威と感じ、国名や憲法を改めるよう求めた。マケドニア共和国がこの要求に応じないと、ギリシャはマケドニア共和国の国家承認を拒み、また国際的な機関への加入を阻止する方針をとった。欧州共同体（EC）はギリシャの立場を支持し、欧州共同体としてマケドニア共和国を承認しないことを決定した。1992年1月15日、欧州共同体がクロアチア、スロベニアの独立を承認したとき、ブルガリアのみがこれらの国々とともにマケドニア共和国を国家承認した。ブルガリアはマケドニア共和国を承認する初めての国となったが、その後もギリシャの強硬な反発によって、マケドニア共和国は国際機関への参加は拒まれ、また同国に対する国家承認も少数に留まった。
国際連合によって提案された「マケドニア旧ユーゴスラビア共和国」の呼称も、マケドニア共和国側は容易には受け入れがたいものであったが、「国名問題が解決されるまでの暫定的なものとして」この名称を使うことに同意し、1993年4月にようやく国連加盟が認められる。この後も国際的な機関への加盟や外国からの国家承認の進展は遅れた。1994年2月にはアメリカ合衆国が国家承認をするが、ギリシャはマケドニア共和国の国旗と憲法を改めるよう求め、マケドニアに対する経済制裁を実施した。
北のセルビア（当時はユーゴスラビア連邦共和国。コソボもセルビアの自治州であった）はユーゴスラビア紛争の当事国として国際的な経済制裁下に置かれていた。また西のアルバニアは欧州の最貧国であり、また体制転換に伴って経済混乱の中にあった。ブルガリアも冷戦終結にともなって共産主義体制を放棄したばかりで経済的には低迷を続けていた。元来ユーゴスラビアの市場への依存度の高かったマケドニア共和国の経済がこのような状況によって打撃を受け苦境に陥っている中、ギリシャの経済制裁はマケドニア経済に壊滅的な影響を与えた。ギリシャによる経済制裁は、マケドニア共和国が要求を受け入れて国旗と憲法を改める1996年まで続けられた。マケドニア共和国の国内総生産（GDP）は、独立から1996年まで一貫してマイナス成長であった。

### コソボ紛争の余波

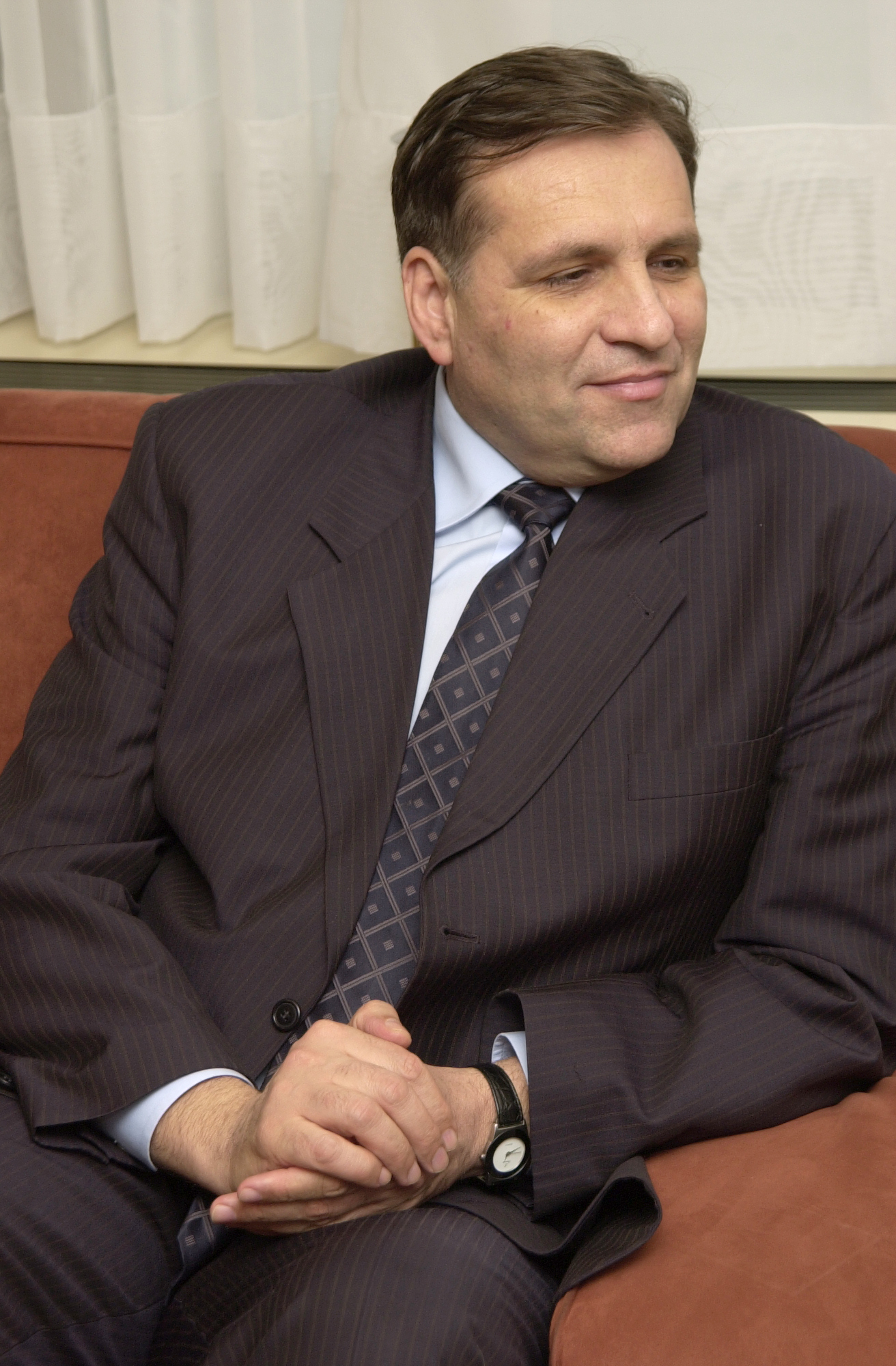
2001年に大統領に就任したボリス・トライコフスキ

マケドニア国内への紛争の波及を予防するためにセルビアとの国境地帯に派遣されていた国際連合保護軍（UNPROFOR）は、その後も国際連合予防展開軍（UNPREDEP）へと引き継がれ、マケドニア国内に展開していた。ユーゴスラビア人民軍の撤退と兵器の引き揚げ、国際社会への参加の遅れ、そして厳しい経済状況によって、マケドニア共和国の防衛体制は「警察程度」しかないといわれるほど貧弱なものであった。マケドニア共和国に紛争が波及しなかったのは、この国際連合保護軍によるところも大きかった。
1998年11月、それまで首相の座にあった左派のマケドニア社会民主同盟（SDSM）のブランコ・ツルヴェンコフスキに代わり、初めて右派の内部マケドニア革命組織・マケドニア国家統一民主党（VMRO-DPMNE）のリュブチョ・ゲオルギエフスキが首相となった。VMRO-DPMNEは、2つある有力なアルバニア人政党のうち、それまで連立与党にあった民主繁栄党に代わって、より民族主義色の強いアルバニア人民主党と連立を組んだ。1998年1月、ゲオルギエフスキの新政権は、援助金を欲して中華民国（台湾）を国家承認し、中華人民共和国と断交した。これに怒った中華人民共和国は国連安保理で、1999年2月のUNPREDEPの任期延長を拒んだ。これによってUNPREDEPは任期切れとなり、マケドニア共和国から撤退せざるを得なくなった。大統領のキロ・グリゴロフは、新政権を非難した。
同じ年、隣接するセルビア領のコソボ自治州では、セルビアからの独立を求めるアルバニア人組織・コソボ解放軍とセルビア側との衝突・コソボ紛争が激化していた。アルバニア人を初めとする大量の人々が、セルビア側の勢力の迫害を恐れて難民となり、隣接するマケドニア共和国に流れ込んできた。マケドニア共和国に流入した難民の数は20万人を超えた。彼らを収容する難民キャンプや野戦病院が設置された他、個人的にマケドニア国内の親族等を頼り彼らの家に身を寄せる者も多かった。1999年6月、セルビアがコソボ自治州から撤退した後、彼らの多くはコソボへと帰還していった。この1999年は、人口200万人程度のマケドニアに20万人を超える難民が流入したことや、セルビアとの交易が著しく困難となったことによって、マケドニア共和国の経済は再びマイナス成長となった。
1999年11月、初代大統領のキロ・グリゴロフの退任により、VMRO-DPMNEのボリス・トライコフスキが新しい大統領に選ばれた。

### マケドニア紛争

武装蜂起したアルバニア人勢力・民族解放軍の紋章。コソボ解放軍の紋章とよく似ている。

1999年にコソボ紛争が終わったとき、アルバニア人による武力闘争を進めたコソボ解放軍は公式に武装解除され、解体された。コソボからはセルビアの影響力が排除され、国際連合の保護下に置かれていた。このときのコソボ解放軍の武器や兵員がマケドニア共和国に流れ込み、この地におけるアルバニア人武装勢力・民族解放軍となった。民族解放軍は、コソボ解放軍と同じUÇKの頭文字と、ほぼ同一の紋章を持っていた。マケドニア共和国に住む者の中にもこの組織に加わる者もいた。彼らは、マケドニア共和国でのアルバニア人の民族的権利を追求し、その待遇に不満を持っていた。
2001年2月、民族解放軍はマケドニア北西部で武装蜂起した。民族解放軍による武装蜂起はビトラやクマノヴォへも飛び火し、旧ユーゴスラビア諸国の中で唯一、戦禍を逃れてきたマケドニアでも紛争が始まった。マケドニア共和国の主要な2つのアルバニア人政党は、アルバニア人に対する悪待遇が紛争を招いたとして民族解放軍をテロリストと呼ぶことを拒否し、彼らに対する一定の同調を見せたものの、民族解放軍との直接的な繋がりは否定し、また民族解放軍もこれらのアルバニア人政党を攻撃対象と見なすとしていた。
2001年6月、マケドニア共和国は、中華人民共和国の妨害によって国際社会からの支援が十分に受けられないことによる困難を鑑み、再び台湾と断交して中華人民共和国との国交を回復した。
同年8月、主要国の調停の下、アルバニア人との権力分有や、軍・警察におけるアルバニア人比率の拡大、アルバニア語での高等教育などを含む、アルバニア人の民族的権利の拡大を認めることで和平が成立し、オフリド合意が調印されて紛争は終結した。民族解放軍は武装解除されて民主統合連合に改組し、民族解放軍の指導者アリ・アフメティがその党首に就任した。

### 紛争終結後

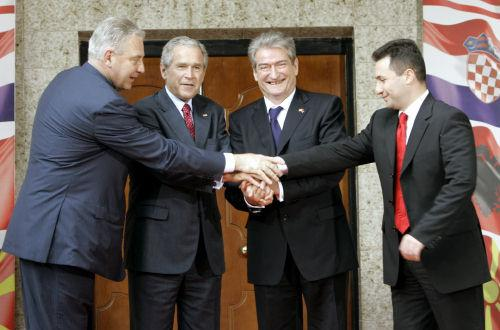
2007年のアドリア・グループの会合。左から、クロアチア首相イーヴォ・サナデル、アメリカ大統領ジョージ・W・ブッシュ、アルバニア首相サリ・ベリシャ、マケドニア首相ニコラ・グルエフスキ。クロアチア、アルバニア、マケドニアの3国はアドリア・グループとして協力しNATO入りを目指したが、マケドニアのNATO加盟はギリシャの拒絶に遭った。

2002年の総選挙ではマケドニア社会民主同盟が勝利を収めた。民族解放軍から改組した民主統合連合などと連立で合意し、社会民主同盟のブランコ・ツルヴェンコフスキが首相に返り咲いた。その後は政局の混乱を経て2004年末から社会民主同盟のヴラド・ブチュコフスキが首相となる。また、2004年の大統領トライコフスキ死去に伴う大統領選挙では、元首相で社会民主同盟のブランコ・ツルヴェンコフスキが大統領となった。
2006年の総選挙では内部マケドニア革命組織が勝利を収め、再びアルバニア人民主党と連立を組んでニコラ・グルエフスキが首相に就任した。グルエフスキ政権が率いるマケドニア共和国は、アルバニア、クロアチアとともにNATO加盟を目指し3国で協力を進めてきた。2008年4月にNATOの拡大に関してブカレストで会合が開かれ、アルバニア、クロアチアの加盟は承認されたものの、マケドニア共和国はギリシャの拒否に遭って加盟承認は見送られた。
2008年2月に、隣接するコソボが独立を宣言すると、アルバニア人政党はコソボの即時承認を求めた。これが受け入れられないとアルバニア人民主党が連立政権を離脱して政権は崩壊、6月に総選挙が行われた。総選挙では内部マケドニア革命組織を中心とする政党連合が単独で過半数を占める大勝利を収めた。内部マケドニア革命組織は、それまでの連立のパートナーであったアルバニア人民主党に変わって民主統合連合と連立を組み、グルエフスキの首相続投が決まった。
アルバニア人からのコソボ独立承認への圧力がなお続く中、2008年10月には内部マケドニア革命組織、社会民主同盟、民主統合連合、アルバニア人民主党の4党はコソボの国家承認で合意し、これに基づいてマケドニア共和国はコソボの独立を承認した。2009年、マケドニア共和国は正式にコソボとの外交関係を樹立した。
紛争終結以降、政権交代が行われてもマケドニア人政党とアルバニア人政党は常に連立を組み、両民族による権力の分有は定着しつつある。アルバニア語教育を始めとするアルバニア人の民族的権利は守られており、またアルバニア人政党もマケドニアからの分離やアルバニアへの統合を志向していない。なお問題は残されているものの、国内のマケドニア人とアルバニア人の関係は比較的良好である。

### 国名問題の終結と欧州統合への道
2017年に発足したゾラン・ザエフ政権はギリシャとの呼称問題解決に向けて積極的に働きかけ、2018年6月12日にマケドニアは国名を北マケドニア共和国とすることでギリシャとの合意(プレスパ合意)が成立、同月17日に署名した。2018年9月30日には、ギリシャとの合意に基づいて「北マケドニア共和国」への国名変更などの賛否を問う法的拘束力の無い国民投票が実施されたが、投票率は30%台にとどまり成立に必要な50%には届かなかった。投票結果は、9割超の投票所で開票を終えた段階で賛成91.3%に対し、反対5.7%だった。合意に反対する野党側は、ボイコットを呼び掛けていた。2019年1月11日、マケドニア議会は国名を「北マケドニア共和国」に変更する憲法改正案を承認した。賛成票は議会定数120中81票と、必要な80票を僅かに上回った。同年1月25日、ギリシャ議会においても合意が承認され、2月12日に改名が発効した。
こうして国名問題によるギリシャとの対立が解消されたため、北マケドニアは長年の目標であったEUとNATO加盟への道が開けることとなった。2019年2月6日にはNATO加盟国がマケドニアを30番目のNATO加盟国とする議定書に署名し、2020年3月27日に正式にNATOに加盟した。 EUとは2020年3月24日、EU各国の欧州担当相らが北マケドニアのEU加盟交渉開始に合意し、同月26日にEU首脳がこの方針を確認した。